# Saint-Pellerin (Manica)
Saint-Pellerin è un comune francese soppresso del dipartimento della Manica nella regione della Normandia. Il 1º gennaio 2017 è confluito nel comune di Carentan-les-Marais.

## Società

### Evoluzione demografica
Abitanti censiti